# Poetinisme
Het poetinisme (Russisch: путинизм, poetinizm) is een term waarmee de politieke stijl en persoon van de Russische politicus Vladimir Poetin wordt omschreven. De term wordt vaak in een negatieve connotatie gebruikt onder westerse media en Russische analytici om zich af te zetten tegen het bestuur van Vladimir Poetin.

## Begripsbepaling
Over het algemeen wordt met het poetinisme het politieke systeem aangeduid onder premier en president Vladimir Poetin waarin veel politieke en financiële machten worden gecontroleerd door siloviki. Deze siloviki zijn Russische politici van de oude veiligheidsdiensten of militaire diensten, vaak de KGB en militaire officieren. Vaak zijn deze siloviki bevriend met Poetin of hebben ze met hem gewerkt ten tijde van de KGB of het Russische ministerie van Binnenlandse Zaken (MVD).
Hoewel Poetins politieke stijl aan de ene kant kan worden omschreven als een poging tot liberalisering van de economie, wordt Poetin vaak beschuldigd van autoritaire neigingen waarbij politieke tegenstanders het veld moeten ruimen, zoals blijkt uit de gevangenisstraffen voor Michail Chodorkovski en Aleksej Navalny.
In oktober 2023 werd de Nederlandse politicus Thierry Baudet met een paraplu geslagen door een Oekraïner, die hierbij riep: "Ni fashyzmu, ni putinismu" ("Geen fascisme, geen poetinisme"). Baudet staat bekend om zijn pro-Russische standpunten; Oekraïne is op dat moment in oorlog met Rusland.

## Poetinismes

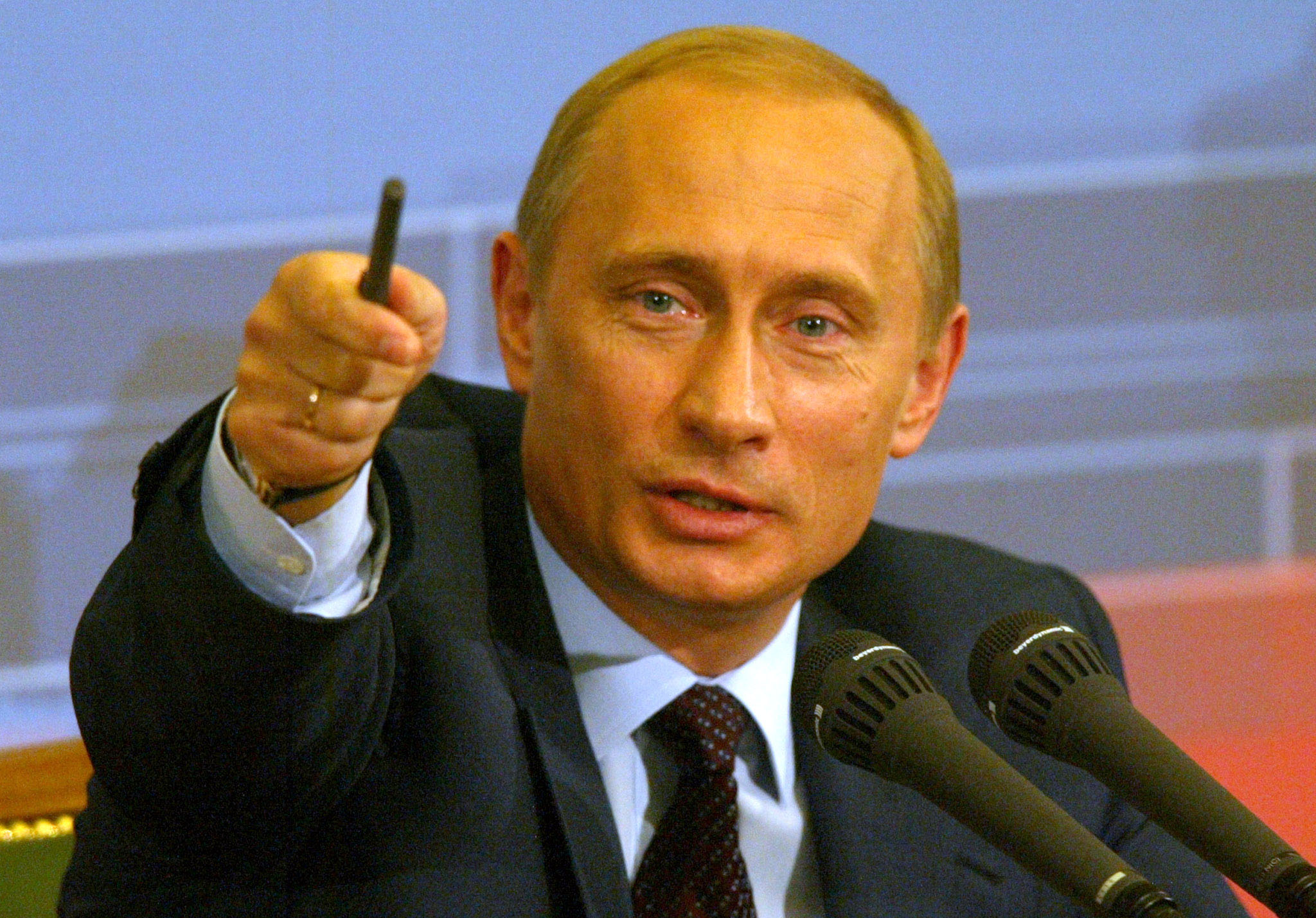
Poetin tijdens zijn jaarlijkse Q&A-sessie in 2008

Poetin heeft een groot aantal populaire aforismen, die poetinismes worden genoemd. Veel van deze uitspraken werden oorspronkelijk door Poetin uitgesproken op zijn jaarlijkse vraag-en-antwoordsessies. Tijdens deze zogeheten Q&A-sessies beantwoordt de president serieuze en minder serieuze vragen van Russische inwoners vanuit het hele land. Enkele andere vermaarde poetinismes zijn:
- Spoel ze door het toilet - In 1999 antwoordde Poetin een vraag van een journalist over de Russische oorlog met Tsjetsjenië. Hierin gaf hij aan terroristen overal te zullen opjagen, zelfs in het toilet. Eind 2011 bood Poetin hierover zijn excuses aan.
- Hij is gezonken - Poetins korte antwoord op de vraag van Larry King in september 2000 op de vraag wat er was gebeurd met de Russische kernonderzeeër Koersk 141, waarbij na een ongeluk 118 opvarenden verdronken.
- Hoe meer ik leer over mensen, hoe meer ik van honden hou - Uitgesproken in 2012 tijdens een 'tijgertop'[11], waarbij Poetin werd gevraagd waarom hij meer belangstelling leek te hebben voor het welzijn van dieren dan voor zijn eigen ministers.